# Koo Hye-sun
Dans ce nom coréen, le nom de famille, Koo, précède le nom personnel.
Koo Hye-sun (en coréen : 구혜선), née le 9 novembre 1984 à Incheon, est une actrice et réalisatrice sud-coréenne, occasionnellement mannequin.
Elle a joué dans diverses pièces de théâtre, composé et écrit de nombreuses chansons. En tant qu'actrice, Hye Sun est surtout connue pour le rôle de Geum Jan Di dans la série télévisée à succès Boys Over Flowers (2009).
Elle a fait ses études à l'Université des arts de Séoul, et les poursuit actuellement à l'Université Sungkyunkwan.
En 2010, Koo a sorti un single digital intitulé Brown Hair (inclus dans son mini-album Koo Hye-sun's Sketchbook - Breath), et par la suite le clip, montrant ses voyages à l'étranger.

## Biographie
Koo commence à se faire connaître sur Internet en tant qu'ulzzang. Cette admiratrice de Léonard de Vinci commence ainsi sa carrière d'actrice à la télévision dans le drama Pure in Heart, et ensuite dans The King and I pour lequel elle reçoit de bonnes critiques de la part des journalistes. Koo se révèle au grand public en 2009 dans la série à succès Boys Over Flowers, dans laquelle elle interprète le rôle de Geum Jan Di. Par la suite, en septembre 2011, elle réalise le drama The Musical dans lequel elle interprète le rôle principal,,. Koo est ensuite mise en vedette en 2011 dans la série télévisée taïwanaise Absolute Boyfriend, tirée du manga japonais Lui ou rien !, diffusée sur SBS.
Partie à l'origine pour rejoindre des groupes musicaux, elle aurait ainsi été choisie pour intégrer le girl group 2NE1 avec Park Bom et Sandara Park. Mais Yang Hyun-Seok, directeur de YG Entertainment, lui aurait finalement conseillé de continuer sa carrière à la télévision plutôt que de rentrer dans le monde de la musique.
Elle se fait tout de même connaître en tant que chanteuse grâce à son single Saranga, (devenue la chanson officielle de Pure in Heart). Koo a en outre formé un duo avec Shim Soo-bong sur la chanson I Don't Know Anything But Love, (chanson diffusée dans Boys Over Flowers), et un autre avec Kim Gun-mo et Seungri (membre de Big Bang), sur Rain Falls on a Sleepless Night. Elle a également sorti en 2009 un mini-album de musique new age intitulé Breath.
Hye Sun a écrit Tango, un roman semi-biographique, racontant les histoires d'amour d'une jeune femme de 20 ans. Le livre a été un best-seller, 30 000 exemplaires ont été vendus la première semaine de la mise en vente. Sa sortie a coïncidé avec sa première exposition artistique, également intitulée Tango, en juillet 2009 à La Mer Gallery, qui a attiré environ 10 000 visiteurs. L'exposition présentait 40 peintures faites par Koo, et certaines tirées de son roman,,.
En 2008, la chanteuse Gummy a par ailleurs fait un featuring avec Koo Hye-sun, pour son quatrième album, Comfort.
Elle fait ses débuts de réalisatrice en réalisant le court métrage The Madonna (titre coréen : The Cheerful Caretaker), présenté en 2009 au « Puchon International Fantastic Film Festival »,,. Son premier long métrage s'intitule Magic, et son deuxième The Peach Tree, ayant obtenu la première place du festival international du film de Pusan.
En 2011, Koo a créé sa propre compagnie, Koo Hye-sun Film, pour réaliser ses films et ses différents projets.
Ses peintures ont été exposées à la Galerie 89 à Paris.

## Vie privée
Le 21 mai 2016, elle se marie avec l'acteur Ahn Jae Hyun, son partenaire dans le drama Blood.
En août 2019, il a été rapporté que son mari a entamé une procédure de divorce. Le 18 août 2019, Koo annonce publiquement via son compte Instagram son refus de divorcer sous prétexte de vouloir préserver son mariage contrairement a son mari, qu'elle qualifie de traître, ce qui lui a valu de nombreux commentaires malveillants sur les réseaux sociaux chaque fois qu'elle le critique publiquement,,.
Le 1er septembre 2019, Koo a révélé dans une publication Instagram qu'elle ferait une pause dans l'industrie du divertissement pour reprendre ses études.
le 9 septembre 2019, Ahn dépose une demande de divorce contre Koo auprès du tribunal de la famille de Séoul, qui a été déposée auprès de Koo le 18 septembre 2019.

## Filmographie

### Actrice
| Année | Titre                              | Rôle         | Chaîne  | Notes          | 2014 | Angel Eyes | Yoon Soo-wan | SBS | Rôle principal |
| 2012  | Absolute Boyfriend (Taïwan, Chine) | Lu Xiao Fei  | GTV/FTV | Rôle principal |      |            |              |     |                |
| 2012  | Take Care Of Us, Captain           | Han Da-jin   | SBS     | Rôle principal |      |            |              |     |                |
| 2011  | The Musical                        | Go Eun-bi    | SBS     | Rôle principal |      |            |              |     |                |
| 2009  | Boys Over Flowers                  | Geum Jan Di  | KBS2TV  | Rôle principal |      |            |              |     |                |
| 2008  | Strongest Chil Woo                 | Yoon So-yoon | KBS2TV  | Rôle principal |      |            |              |     |                |
| 2007  | The King and I                     | Queen Jeheon | SBS     | Rôle principal |      |            |              |     |                |
| 2006  | Pure in Heart                      | Yang Guk-hwa | KBS1TV  | Rôle principal |      |            |              |     |                |
| 2005  | Ballad of Suh Dong                 | Eun-jin      | SBS     |                |      |            |              |     |                |
| 2005  | Nonstop 5                          | Elle-même    | MBC     | Rôle principal |      |            |              |     |                |
| 2005  | Drama City – Everybody Cha Cha Cha |              | KBS     |                |      |            |              |     |                |
| 2004  | Drama City – Anagram               |              | KBS     |                |      |            |              |     |                |
| 2015  | Blood                              | Yoo Ri-ta    | SBS     | Rôle principal |      |            |              |     |                |

| Films | Films       | Films | Films            | Films |
| ----- | ----------- | ----- | ---------------- | ----- |
| Année | Titre       | Rôle  | Notes            |       |
| 2010  | Magic       |       | Comédie musicale |       |
| 2007  | August Rush |       | Comédie musicale |       |

### Documentaires
- 2012 : The Hospice for the Children Who Live For Today - Narratrice (SBS)

### Réalisatrice
Films
- 2011 : The Peach Tree
- 2010 : Magic

Courts métrages
- 2012 : Scattered Pieces of Memories[24]
- 2010 : You[25]
- 2009 : The Madonna

Festivals
- 13e International Women's Film Festival à Séoul (2011)[26],[27]
- 7e Asiana International Short Film Festival (2009)[28]

## Discographie

### Mini-album(s)
- 2009 : Koo Hye-sun's Sketchbook - Breath (YG Entertainment)[29]

### Clips vidéos
- Koo Hye-sun – Brown Hair (2010)
- Fahrenheit – Touch Your Heart (2010)
- Kim Ji-eun – Yesterday is Different from Today (2007)
- Soul Star – Forget You (2006)
- Taebin – The Reason I Close My Eyes (2004)
- Sung Si Kyung – We Match Quite Well (2002)

## Récompenses
| Années | Récompenses |
| ------ | --- |
| 2006   | - KBS Drama Awards : « Meilleure Nouvelle Actrice » (Pure in Heart) |
| 2007   | - SBS Drama Awards : « Award pour une nouvelle star » (The King and I) |
| 2009   | - KBS Drama Awards : « Award pour l'excellence dans un drama » (Boys Over Flowers) - KBS Drama Awards : « Award pour la popularité » (Boys Over Flowers) - KBS Drama Awards : « Meilleur couple avec Lee Min Ho » (Boys Over Flowers) - 6th Yahoo! Taiwan Asia Buzz Awards : « Meilleure star asiatique » (Boys Over Flowers) - Andre Kim Best Star Awards : « Meilleure star féminine » (Boys Over Flowers) - Busan Asian Short Film Festival : Audience Award (The Madonna) |
| 2010   | - 12e Short Shorts Film Festival & Asia : Spotlight Award pour The Madonna |

### Sources
- (en) Cet article est partiellement ou en totalité issu de l’article de Wikipédia en anglais intitulé « Koo Hye-sun » (voir la liste des auteurs).